# 喬治·圖普二世
乔治·图普二世（1874年6月18日—1918年4月5日），1893年2月18日至1918年4月5日任汤加国王。
他是乔治·图普一世的曾孫，汤加王子Tuʻipelehake（一种王子头衔）的儿子。图普二世在位期间，汤加被国内的贪腐和无能所困扰。1900年，汤加议会提出不信任案，多次审查了国王的账户，发现了大量来历不明的钱。侨民曾一度要求让汤加并入新西兰。同年汤加成为了英国的保护国，一切外交事务由英国领事来处理。英国领事还对汤加外交政策、财政问题有否决权。
| 前任： 乔治·图普一世 | 汤加国王 1893–1918 | 繼任： 萨洛特·图普三世 |